# بومباردييه تشالنجر 600

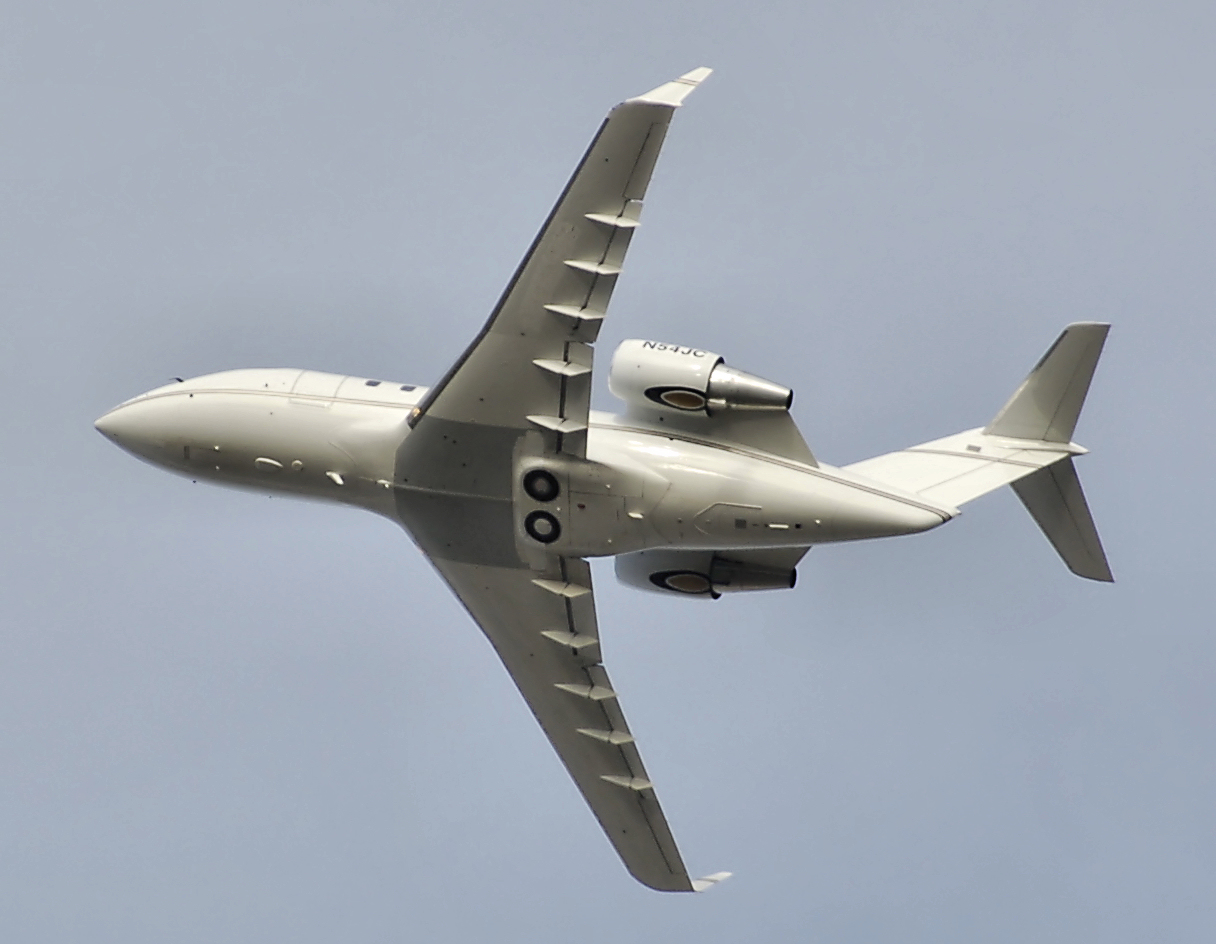

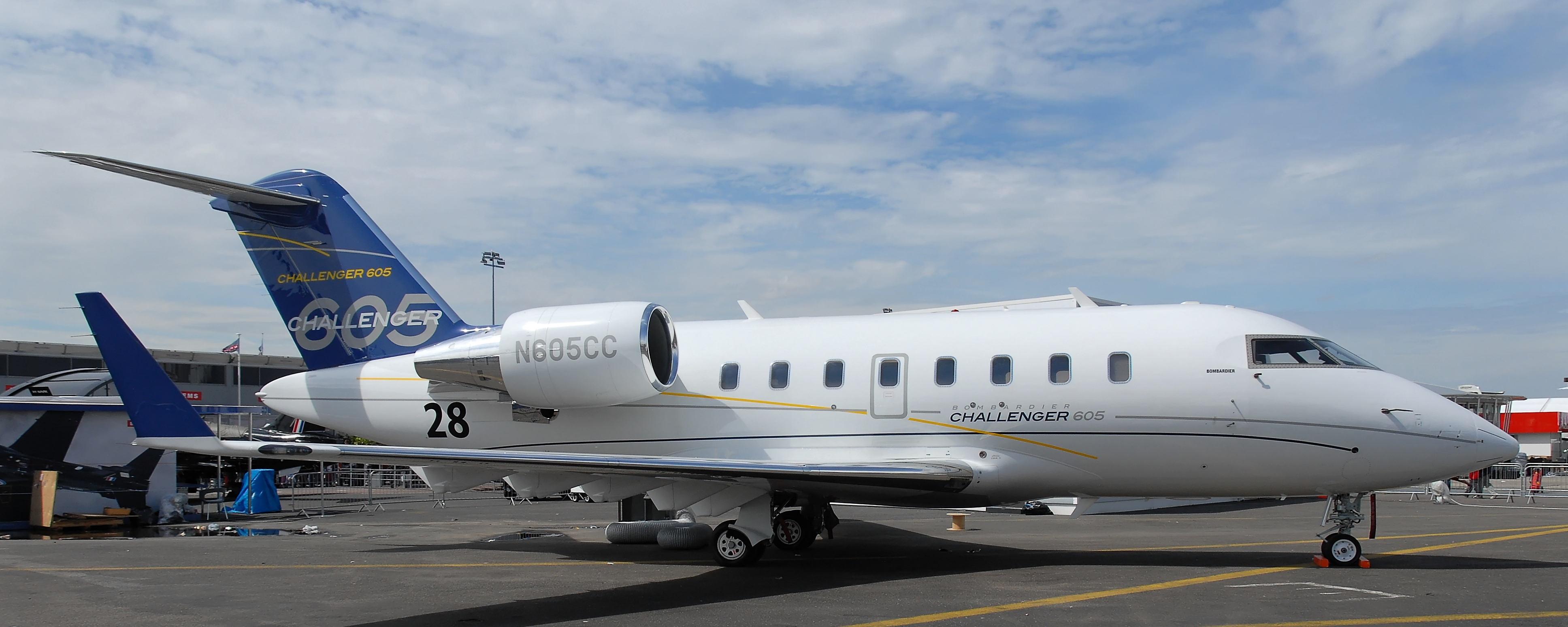
Paris Air Show 2007

تشالنجر 600  أو بومباردييه تشالنجر 600 (بالإنجليزية:Bombardier Challenger 600) هي مجموعة طائرات لرجال الأعمال ومديري الشاركات، قام بتصميمها بيل ليار وقامت بصنعها شركة كندا إير إلى أن اشترتها شركة بومباردييه إيروسبيس عام 1986 ويبلغ سعرها 5 ملايين دولار.

## تطويرها
قام بيل ليار بتصميم الطائرة في 1976 بعد استقالته كمديرا لشركة ليارجيت بسبعة سنوات. وسماها أولا «ليار ستار 600». ثم قامت ليارجيت ببيع حقوق اختراع الطائرة إلى كندا أير التي قامت بتطوير الطائرة وتصنيعها، وأسمتها CL-600 Challenger.
وبينما هي مشابه للتصميم الابتدائي من ليار، فقد طورت لتصبح تصميما مختلفا عن ليارجيت، بالإضافة إلى مقصورة واسعة تسمح بالتمشية داخل الطائرة، وهو تصميم لا نجده في أي طائرة لرجال الأعمال في ذلك الوقت. وكانت الطائرة أول طائرة تصمم بجناح من نوع جناح حرج فائق.
وفي 8 نوفمبر 1978 أقلعت لطائرة في أول رحلة تجريبية لها من مونتريال، كندا. وفي طلعة اخري في 3 أبريل 1980 أثناء الطيران المنخفض فوق «صحراء موجاف» تحطمت الطائرة وتوفي أحد طائريها بينما أنقد الآخر نفسه بمظلة النجاة. ثم طار النموذجان الثاني والثالث بنجاح في عام 1979.
وعلى الرغم من الحادث الذي حدث للطائرة فقد قامت مصلحة النقل الكندية وكذلك المصلحة الفدرالية للطيران بالولايات المتحدة الأمريكية بإعطاء تصريح الطيران للطائرة عام 1980، وكان التصريح مقترنا بشروط، منها تحديد الوزن الكلي للطائرة عند الإقلاع. ولذلك قامت الشركة بتحسين تصميم الطائرة بغية خفض وزنها ولزيادة مداها.
ويمكن التعرف على طائرة تشالنجر 600 عن طريق القلابات الموجودة تحت مؤخرة الجناحين، تلك القلابات التي توجد عادة في الطائرات المدنية الكبيرة وتميل بزاوية 15 درجة عن الجناح وقت الإقلاع أو وقت الهبوط - مثلما في الطائرة «دي سي 10» DC 10.

## اقرأ أيضا
- ليارجيت
- بومباردييه تشالنجر 300
- بومباردييه تشالنجر 850
- بومباردييه غلوبال أكسبريس
- بومباردييه إيروسبيس

1. ↑  مذكور في: World Air Forces 2008. تاريخ النشر: 17 نوفمبر 2008.
2. ↑  "معلومات عن بومباردييه تشالنجر 600 على موقع thecanadianencyclopedia.com". thecanadianencyclopedia.com. مؤرشف من الأصل في 2024-07-17.[وصلة مكسورة]